# Ludwig Andreas Feuerbach
Ludwig Andreas Feuerbach (tiếng Đức: [ˈluːtvɪç ˈfɔʏɐbax];; phiên âm tiếng Việt: Lútvích Phoiơbắc; 28 tháng 7 năm 1804 – 13 tháng 12 năm 1872) là nhà triết học người Đức. Ông là một trong những nhà triết học lớn của triết học cổ điển Đức. Ông là học trò của Hegel và từng tham gia vào phái Hegel trẻ, mặc dù có chịu ảnh hưởng của Hegel nhưng những tư tưởng của ông khác hoàn toàn so với Hegel. Thứ nhất, về thế giới quan, ông là nhà triết học của duy vật, còn Hegel lại theo thuyết duy tâm. Theo Feuerbach, bản chất của thế giới là vật chất, giới tự nhiên không hề phụ thuộc vào con người, nằm ngoài tầm kiểm soát của con người, không do một ai sáng tạo ra và không ai có thể tiêu diệt được. Trong khi đó Hegel lại cho rằng khởi nguồn của thế giới là một "ý niệm tuyệt đối", thần bí. Còn về phương pháp luận, Feuerbach lại theo quan điểm của siêu hình, còn Hegel lại là nhà biện chứng. Feuerbach cho rằng sự thay đổi của lịch sử loài người chỉ là sự khác nhau về tôn giáo. Ông đã tuyệt đối hóa mọi mặt sinh học của con người, không thấy mặt xã hội của con người. Còn Hegel lại bày tỏ sự phát triển của lịch sử là sự vận động không ngừng. Về thế giới quan, rõ ràng Feuerbach tiến bộ hơn người thầy của mình nhưng về phương pháp luận, Feuerbach còn có chỗ cần phải xem lại. Chính nhờ hai nhà triết học lớn này, Marx đã sáng tao ra học thuyết Marx nổi tiếng. Ông đã rút ra từ các nhà triết học cổ điển Đức trên những điểm tiến bộ về tư tưởng để sáng tạo ra học thuyết quan trọng, góp phần thúc đẩy phong trào công nhân. Đó là học thuyết duy vật biện chứng, một tinh hoa của triết học thế giới.
Ngoài quan điểm duy vật siêu hình như nói ở trên, Feuerbach còn là một trong những nhà triết học phản đối Thuyết bất khả tri. Ông cho rằng con người hoàn toàn có khả năng nhận thức được giới tự nhiên. Một người thì không thể nhận thức đầy đủ, nhưng cả loài người qua các thế hệ có nhận thức đầy đủ và đúng đắn. Đây là một ý kiến rất quan trọng bởi nó thúc đẩy con người tìm tòi thế giới xung quanh, từ đó tăng lượng tri thức, đặc biệt là trong những năm 90 của thế kỷ XX.

## Danh ngôn
Khi bàn về quan hệ giữa tồn tại xã hội và ý thức xã hội:
"Người trong cung điện thì suy nghĩ khác người trong túp lều".